# Сафин, Закария Зуфарович
Закария Зуфарович Сафин (1930—1994) — советский работник химической промышленности, Герой Социалистического Труда.

## Биография
Родился 26 августа 1930 года в деревне Верхняя Мактама Альметьевского района Татарской АССР.
В 1954 году, окончив Казанский химико-технологический институт, Закария Зуфарович стал работать на Казанском заводе синтетического каучука им. Кирова, где прошел путь от мастера цеха до генерального директора объединения, занимая должность директора почти 30 лет. Будучи директором, Сафин уделял внимание воспитанию кадров, внедрению результатов научно-технического прогресса, повышению эффективности производства. Так за 1976—1985 годы на заводе было внедрено 55 новых технологических процессов, освоен выпуск 46 видов новой продукции, в том числе 35 — впервые в отрасли. За указанные заслуги Закарии Зуфаровичу Сафину в 1986 году было присвоено звание Героя Социалистического Труда.
Умер в 1994 году. На административном здании Казанского научно-производственного объединения «Завод синтетического каучука им. С. М. Кирова» З. З. Сафину была установлена мемориальная доска с текстом на татарском и русском языках.

## Награды
- Указом Президиума Верховного Совета СССР в 1986 году Закарии Зуфаровичу Сафину было присвоено звание Героя Социалистического Труда с вручением ордена Ленина и золотой медали «Серп и Молот».
- Также был награждён орденами Октябрьской Революции и «Знак Почета», медалями.